# 立場新聞
《立場新聞》（英語：Stand News）是香港一家已停辦的網絡媒體，於2014年12月成立，2021年12月停運。由商人蔡東豪於其前身主場新聞停運後五個月重新創辦，鍾沛權、余家輝為創辦人兼總編輯。停運前最後一任董事為蔡東豪。《立場新聞》曾兩次獲得香港網上新聞媒體可信度第一。

## 歷史

### 創立背景
《立場新聞》於2014年12月23日成立，前身為《主場新聞》。在其創刊辭中稱其以「立場」為名，是敢於「宣示立場，不掩飾、不迴避，堅持報道真相」。與《主場新聞》以有限公司的形式運營不同，《立場新聞》沒有人實質能擁有公司權益，以非牟利方式營運。公司是經由信託公司管理， 禁止任何股份轉讓的行為。創始時的董事會成員包括吳靄儀、方敏生、何韻詩、練乙錚、周達智、鍾沛權。

### 發展
2015年8月，《主場新聞》推出「贊助會員計劃」眾籌，一方面希望能開拓廣告以外的收入來源，另一方面也借此分散政治壓力。《主場新聞》除了專注香港政治議題外，也曾走訪台灣報導2020年中華民國總統選舉，訪問候選人、學者、選民、在台港人及大陸生等多方面意見。
2020年12月16日，《立場新聞》發佈帖文，表示將在2021年2月下旬設立駐英國團隊，在香港移民潮下，希望能聽到移居當地的香港人聲音，並徵請特約合作的新聞工作者。
2021年4月，立場新聞網站原公司名稱「Best Pencil (Hong Kong) Limited」改將列為「承印人」，公司名改為「Stand News (UK) 」，並列出英國地址。
2021年6月27日，由於國安法通過後的政治風險及《蘋果日報》被迫關閉，《立場新聞》在網站及社交平台發佈公告，決定把2021年5月份及之前刊出的所有博客文章、轉載文章和讀者投稿，暫時全部下架，與作者確認過風險及意願後再考慮重新刊出。同時宣佈將暫停接受贊助，而母公司六位董事余家輝、周達智、吳靄儀、何韻詩、方敏生及練乙錚也辭去董事職務。
2021年10月，《立場新聞》與其他國際媒體共同洩露了潘朵拉文件，指控多國領導人、政客和名人利用離岸公司隱瞞資產及逃稅，香港前行政長官董建華及梁振英也在洩露的名單內。前特首梁振英指相關報導誤導，反控參與調查的立場新聞是「外國代理人」。
2021年12月29日，《立場新聞》因應香港警務處國家安全處凍結《立場》共6,100萬港元資產，並採取行動拘捕六名高層或前高層，包括前總編輯鍾沛權、前董事吳靄儀、何韻詩、周達智、方敏生及現任署理總編輯林紹桐，於當天下午四時許宣佈停止運作，其媒體網站及所有社交媒體即時停止更新，並遣散所有員工。

### 兩度選為網上新聞媒體公信力第一
在香港中文大學傳播與民意調查中心發佈的「市民對傳媒公信力的評分」民意調查中，《立場新聞》分別在2016年及2019年，獲得香港網上新聞媒體界別第一的排名。

## 獲獎
香港攝影記者協會舉辦的《前線·焦點 2020》新聞攝影比賽，2021年5月2日公布評審結果，《立場新聞》奪得4個獎項。國際特赦組織香港分會等主辦的「人權新聞獎」2021年5月6日公布得獎名單，《立場新聞》憑國安法下的「恐懼之城」及「南丫海難8年」調查報道，奪得兩項優異獎。

## 事件及争議
立場新聞因應其報道及採訪行動，和政府部門及官員時有針鋒相對，特別是於2019 年香港逃犯條例爭議期間，立場新聞不時被香港警察及支持香港政府和撐警人士襲擊及針對，甚至記者一度被捕，部分事件亦獲得其他傳媒報導。至2020年3月2日，立場新聞報導，他們向警察提出的10宗投訴，未有一宗完成調查。就部分投訴警察以內部訓斥處理，立場新聞總編輯鍾沛權回應，警例無內部訓斥處分，單是內部訓斥不能反映事件嚴重性，警務處若不作出清晰的紀律行動，而試圖以所謂內部訓斥蒙混過關，立場新聞絕不接受。另一方面，其他傳媒則稱該媒不時刊登中立性具爭議之評論文章。

### 被梁振英入稟控告誹謗
2018年8月24日，前香港行政長官、時任全國政協副主席梁振英入稟控告《立場新聞》刊登香港理工大學助理教授鍾劍華所發表「五年前的這件事與梁振英的紅線論」的文章涉誹謗成分，並損害其聲譽，要求法庭下禁制令禁制被告再刊登該文章。同時發表公開道歉聲明及賠償梁的法律開支及損失。香港記者協會發聲明表示對梁振英的做法感到遺憾。

### 元朗襲擊事件

立場新聞記者何桂藍遭襲擊者陳志祥襲擊一刻，事發一年有多後陳志祥依然逍遙法外。

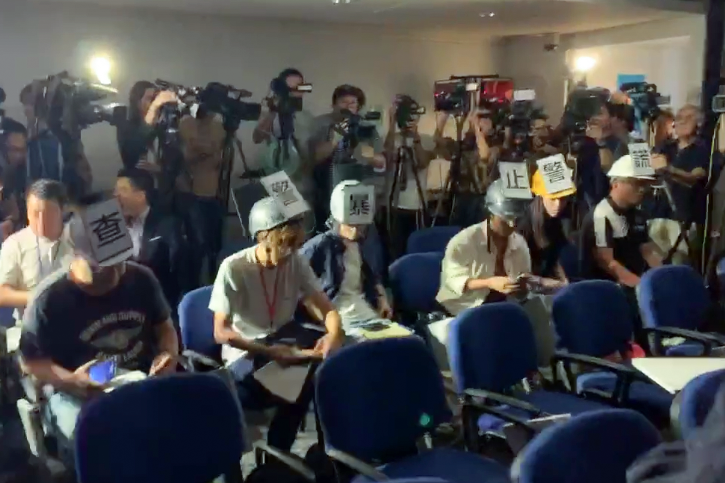
警方舉行記者會，立場新聞和5間媒體記者戴上頭盔，並在頭盔上寫有「查警暴 止警謊」的字眼，其後被要求離開

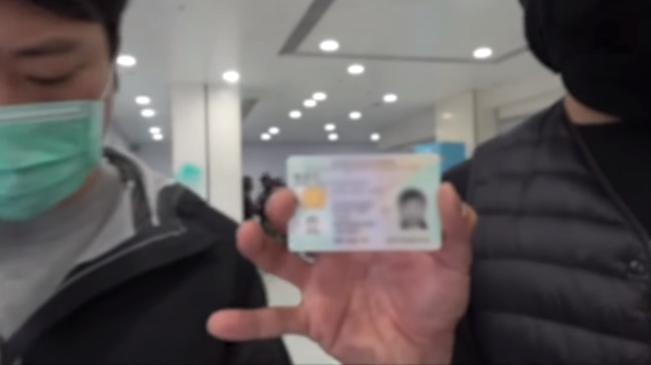
12月26日，《立場新聞》一名記者在大埔超級城採訪直播警方拘捕行動期間，遭蒙面便衣警員截查，要求出示身份證，並將身份證故意在直播鏡頭前展示大約40秒

於2019年7月21日晚，一群鄉事黑社會背景的白衣人在西鐵元朗站持械對市民發動無差別襲擊，立場新聞記者何桂藍在現場直播採訪期間遭到其中一名身穿粉紅色襯衣的襲擊者襲擊而倒地及受傷流血，該施襲者後來被公眾認出為農夫陳志祥，其人相傳具有黑社會背景。直播片段直擊何被毆打的過程，正面拍攝到陳志祥追打何桂藍的過程。後來她更被打至倒地及尖叫，用於直播的智能電話更是跌到地上，使畫面朝天。何桂藍事後受訪時，形容當時的直播片段的「視覺和聲音的震撼」放大了她的經歷。其後可風中學師生校友聯援本身為校友的何，又強烈譴責香港警務處八鄉分區指揮官李漢民失職和襲擊者的行為。

### 太古城襲擊事件
2019年11月3日，《立場新聞》一名特約攝影記者及浸會大學學生會一名校內編委會的新聞系學生記者，晚上在太古城中心採訪期間被捕。浸會大學之學生記者指有警員曾警告他會被雞姦，立場新聞的記者則被多名防暴警察壓在地上，鎖上手扣，之後押上警車帶走，當時他有配戴記者證，被捕過程中多次表明自己是記者，但不獲警方理會，仍然指他涉嫌阻差辦公。其後，香港記者協會、香港攝影記者協會、獨立評論人協會、大專新聞教育工作者聯席、明報職工協會、壹傳媒工會、香港電台節目製作人員工會及香港獨立媒體網發表聯合聲明，譴責有關行為。

### 警方例行記者會和其他媒體記者聯合抗議
2019年11月4日，警方例行記者會中，《立場新聞》、《明報》、《香港電台》、《端傳媒》、《香港獨立媒體》及《AM730》分別有記者戴上貼有「查」、「警」、「暴」、「止」、「警」、「謊」單字的頭盔，抗議採訪被噴胡椒噴劑次數大增，期後警察指責他們阻礙採訪。而有份參與的《立場新聞》記者陳朗昇期後接受訪問時表示，行動過程沒有影響記者會流程或警方發言，對於被逐感到匪夷所思。有在場記者曾問其他記者，六名戴標語記者有無阻礙眾人採訪，大家皆稱沒有。警察期後取消記者會，結果被現場其他記者指責不負責任、不專業。

### 毋忘初心大遊行
2019年12月1日尖沙咀的「毋忘初心大遊行」中，多處發生警民衝突。《立場》一名記者，傍晚在尖沙咀近北京道位置採訪時，遭警察公共關係科的傳媒聯絡隊用手掩口，其他警員多次喝止記者拍攝，並用用胡椒噴霧指着記者頭部，強光照射鏡頭。

### 平安夜香港警民衝突
2019年12月24日香港警民衝突期間，立場新聞記者於旺角一帶進行採訪，記者本人及其攝錄器材都遭到警察噴射胡椒噴霧。

### 和你 Christmas Shop
2019年12月26日，立場新聞記者陳朗昇於大埔超級城採訪和你 Christmas Shop 時被截查和要求出示身分證，其後有便衣警員故意在直播鏡頭前展示其身分證長達約40秒，期間更將其身份證擺近鏡頭方向前。陳指出該便衣警身上沒有委任證，亦沒有行動呼號卡；他又稱從沒打算拍攝該警員，但該警員試圖挑釁，於是他把鏡頭轉向警員方向，但沒有拍攝警員「大頭」。及後同日晚上，陳朗昇繼續受到警察挑釁，警方在場指揮官指「搞事」、「認得你」，又指《立場新聞》「依間報館有問題」、是「黑記」等。記者要求指揮官為其指控提出理據期間，被多名防暴警員拿出胡椒噴劑及警棍指嚇。記協就事件予以強烈譴責，要求警方及私隱專員介入調查嚴肅跟進。個人資料私隱專員黃繼兒表示，指控可信性高，表面證供成立，警察有關做法或違保障私隱，有足夠理由主動調查。監警會前委員鄭承隆認為，今次有關警員明顯做錯、技術上違規。不過警務處處長鄧炳強在2020年3月接受香港開電視訪問時卻表示「可能有啲同事做嘢嘅時間太過投入」。

### 大埔翠屏商場開槍事件
2019年12月20日，大埔翠屏商場發生開槍事件，警方在現場多次以警棍敲打一名《立場新聞》記者的手部，及連續以警棍打向記者的手機6次，另外亦有多名記者被警員施放的胡椒噴霧噴中感到不適，記協強烈譴責警察刻意挑釁及襲擊記者。時事評論員游清源估計，警察可能一早知道該記者任職於立場新聞，對其作出針對。

### 「港共受刑，天下制裁」遊行
2020年1月19日，香港民間集會團隊就於反對逃犯條例修訂草案運動，舉行「港共受刑，天下制裁」遊行。《立場新聞》一名記者在金鐘採訪期間，被警員兩度截查，《立場》記者在第一次被截查期間，以手機攝錄過程，一名警員持續以記者身份證擋鏡頭，刻意阻礙記者拍攝長達 1 分鐘，更將身份證推向鏡頭前。記者之後在同一地點第二度被警員截查，以手機直播期間，有警員搶奪記者的直播器材，更斥記者「陣間身份證又話直播上網咁點算呀？」、「到時影到私隱你又放上網。」在截查期間，有警員搶奪記者拍攝的手機，過程中更毀壞記者手機螢幕。

### 被親中派媒體指試圖挑戰港版國安法
於2021年5月4日，港版國安法實施近一年後，立場新聞刊登一篇由「歐洲再出發大聯盟」所寫，題為《從北愛爾蘭抗爭經驗看香港抗爭運動的未來》的文章。該文將北愛武裝分子與「香港抗爭」作比較，先是介紹 IRA 當時是如何用武力抗爭，文章結論是：「我們可以得出北愛武裝反抗的土壤和環境並非絕無可能出現在香港。」，又說「加上不少香港人正遷居外國，非常正面地看的話，或者會為香港的抗爭開拓新的空間，現況的劇變雖然短期內為會香港帶來巨大的危險，長遠而言卻說不定帶來轉機，讓香港人有條件亦有必要背水一戰。」等。親中派報紙《東方日報》及網媒橙新聞指該文試圖挑戰港版國安法。該網其後刪除有關文章。

### 鄧炳強點名批評
2021年12月3日，香港保安局局長鄧炳強在撲滅罪行委員會會議的記者會上批評立場新聞介紹大潭峽懲教所智慧監獄的報道「妖魔化」智慧監獄，又指同年11月11日刊出的香港中文大學衝突報道稱警方攻入中大「與事實不符」，「美化暴力行為」，表示香港警方從未進入香港中文大學。他表示，任何人或組織，無論是媒體還是非政府組織包裝，只要是違法、想危害國家安全，警方都會找到證據。立場新聞編輯部其後回應鄧炳強的言論，表示會堅持報道真相，認為「唯有充分的言論及新聞自由，讓多元的觀點互相交流交鋒，方有助社會進步，長治久安」。另外，立場新聞亦翻查香港中文大學衝突當日的採訪片段，證實警方在當日下午時份確有進入中大校園環迴東路作拘捕行動，並於社交媒體貼出作證。2024年9月28日，鄧炳強公開表示，立場新聞並非真正的傳播媒體，其在「黑暴」期間用假消息來煽動市民對政府的憎恨。

## 搜捕及停運
2021年12月29日，香港警務處國家安全處凍結《立場》共6,100萬港元資產，並採取行動拘捕六名高層或前高層，包括前總編輯鍾沛權、前董事吳靄儀、何韻詩、周達智、方敏生及現任署理總編輯林紹桐。另外，副採訪主任陳朗昇則被帶走協助調查。林紹桐其後辭任總編輯職務。
警員當天清晨來到陳朗昇寓所時，陳朗昇在立場新聞官方Facebook專頁直播數分鐘的過程，警員表示已持有法官羅德泉開立之手令入屋搜查，警方指他涉嫌串謀發布煽動刊物。警員入屋後禁止陳進行直播，並指其錄影將會構成阻差辦公。及後警方亦前往觀塘開源道55號之立場新聞辦公室搜查，至中午12時許檢走約33箱證物，包括多部電腦。
警方在同日下午召開記者會，國安處高級警司李桂華在會上指六人涉嫌違反《刑事罪行條例》第9及10條「串謀發布煽動刊物罪」，不排除有更多人被捕，部份在逃人士亦已被國安處通緝。他表示《立場新聞》在2020年7月至今年11月期間不斷發布多篇具煽動性文章，企圖引起市民對香港政府的憎恨、煽惑他人使用暴力、唆使他人使用暴力或不服從合法命令。李桂華又指立場新聞的資金來源有問題，將會向是否涉及勾結外國勢力等方向去進行調查。
早前被控違反港版國安法、正在大欖女懲教所還押的前《蘋果日報》副社長陳沛敏亦被捕，涉於《立場新聞》發表煽動刊物。陳沛敏是前《立場新聞》總編輯鍾沛權的妻子，此前已於2021年6月被香港國安警拘捕，涉嫌違反港版國安法第29條「串謀勾結外國或境外勢力危害國家安全罪」；其後被加控一項串謀刊印、發布、出售、分發或複製煽動刊物罪，意圖引起憎恨或藐視中央或特區政府等。案件押後至翌年（2022年）2月24日再訊。
受搜捕事件影響，立場新聞當天下午四時許宣佈停止運作，媒體網站及所有社交媒體停止更新，所有員工遣散。立場新聞最後一任董事蔡東豪等多人亦被警方通緝。當晚11時正，立場新聞移除網站及社交媒體上所有內容。其網站首頁換成停止運作公告；公告中，立场新闻重申其独立自主以及坚守香港核心价值的编采方针，并感谢读者的支持。
翌日（12月30日），立場新聞英國分社亦宣布停止運作。
2024年8月29日，《立場》母公司 Best Pencil（Hong Kong）Limited、前總編輯鐘沛權、時任署任總編輯林紹桐被判串謀發布煽動刊物罪罪名成立，案件押後至9月26日判刑，被告續準保釋。法庭裁定立場新聞被指控煽動的17篇報導及評論中，有11篇具煽動意圖。裁決理由指，《立場新聞》的主張是排除中國的本土主義，在「反修例」期間更成為抹黑和中傷中央及特區政府的工具。法庭裁定涉案文章是在沒有提出任何客觀基礎下，攻擊《香港國安法》、《刑事罪行條例》（第200章）等條文及相關執法及檢控程序；以假消息散播仇恨及反政府情緒；攻擊警方執法並美化暴動者的行為——換言之是並非建基於事實。

## 外部連結
- 香港網絡大典上的相关条目：立場新聞
- 2021年12月29日 | 立場新聞•聞庫 (collection.news) （页面存档备份，存于）
- 立场新闻备份网站 （页面存档备份，存于）